# Saxnäbbskoafink
Saxnäbbskoafink (Rhodacanthis forfex) är en förhistorisk utdöd fågel i familjen finkar inom ordningen tättingar. Fågeln var endemisk för öarna Maui och Kauai i Hawaiiöarna.

## Utseende och föda
Saxnäbbskoafinken var en fröätare och dess näbb var anpassad till detta. Fynd av pollen och fossil visar att Kanaloa kahoolawensis)  och Acacia koaia troligen var viktiga födokällor. Den kan också ha ätit larver och bär från Dodonaea viscosa

## Utdöende
Saxnäbbskoafinken dog troligen ut före ankomsten av européer 1778. På grund av detta är kunskapen om arten väldigt begränsad. Den är endast känd från subfossila lämningar. Andra närbesläktade arter har veterligen dött ut eller blivit väldigt ovanliga på grund av habitatförlust, fågelsjukdomar och införda rovdjur. Det är möjligt att saxnäbbskoafinkens utdöende också beror på dessa faktorer. 

## Familjetillhörighet
Arten tillhör en grupp med fåglar som kallas hawaiifinkar. Länge behandlades de som en egen familj. Genetiska studier visar dock att de trots ibland mycket avvikande utseende är en del av familjen finkar, närmast släkt med rosenfinkarna. Arternas ibland avvikande morfologi är en anpassning till olika ekologiska nischer i Hawaiiöarna, där andra småfåglar i stort sett saknas helt.